# Masters de tennis masculin 2005
La Masters Cup 2005 est la 36e édition du Masters de tennis masculin, qui réunit les huit meilleurs joueurs disponibles en fin de saison ATP en simple. Les huit meilleures équipes de double sont également réunies pour la 31e fois.
Les épreuves se déroulent au Qi Zhong Stadium, stade spécialement construit pour cet évènement.

## Faits marquants

### La finale de simple
Après une série de 24 finales remportées, Roger Federer no 1 perd la finale en 4h33 et cinq sets. Il remporte les deux premiers sets au tie break et perd les deux suivants. Dans l'ultime manche, il est mené 0-4 mais remonte au score et se retrouve à servir pour le match à 6-5. Il passe à 2 points du match à 0/30 mais échoue finalement au tie break contre David Nalbandian no 11 qu'il avait pourtant battu en match de poule. Le Suisse n'a pas pu égaler Ilie Năstase et Ivan Lendl qui ont remporté trois fois de suite le Masters ; s'il avait gagné ce match, il aurait égalé John McEnroe et dépassé Jimmy Connors au meilleur bilan annuel de l'ère open. Il termine son année avec 81 succès et 4 échecs contre Marat Safin, Richard Gasquet, Rafael Nadal et Nalbandian. Il manque aussi l'occasion d'égaliser son bilan dans ses face-à-face avec l'Argentin, ce qu'il fera en 2006.
À 6-3 dans le tie-break David Nalbandian transforme sa première balle de match sur les trois dont il dispose et devient le deuxième Argentin à gagner le Masters après Guillermo Vilas en 1974.

## Simple

### Participants
- Marat Safin no 10 est qualifié comme no 8 au détriment d'Ivan Ljubičić car il a remporté un tournoi du Grand Chelem dans l'année et fait partie du top 20. Toutefois il ne peut participer car il est en arrêt depuis août après une opération du dos. Ivan Ljubičić est donc bien le 8e joueurs qualifié.
- Lleyton Hewitt no 4 déclare forfait sa femme devant accoucher dans les prochains jours. Il est remplacé par Gastón Gaudio no 9.
- Andy Roddick no 3 déclare forfait souffrant du dos. Il est remplacé par David Nalbandian no 11.
- Rafael Nadal no 2 déclare forfait pour une blessure au pied avant son premier match. Il est remplacé par Mariano Puerta no 12
- Andre Agassi no 5 déclare forfait, il s'est blessé à la cheville lors de son premier match contre Nikolay Davydenko. Il est remplacé par Fernando González no 13.

| Classement ATP Race | Classement ATP | Participant Masters | Joueur             |
| ------------------- | -------------- | ------------------- | ------------------ |
| 1                   | 1              | 1                   | Roger Federer      |
| 2                   | 2              | 2                   | Rafael Nadal / R.1 |
| 3                   | 3              |                     | Andy Roddick       |
| 4                   | 4              |                     | Lleyton Hewitt     |
| 5                   | 5              | 3                   | Andre Agassi / R.2 |
| 6                   | 6              | 4                   | Guillermo Coria    |
| 7                   | 7              | 5                   | Nikolay Davydenko  |
| 8                   | 8              | 6                   | Ivan Ljubičić      |
| 9                   | 9              | 7                   | Gastón Gaudio      |
| 10                  | 11             |                     | Marat Safin        |
| 11                  | 12             | 8                   | David Nalbandian   |
| 12                  | 10             | R.1                 | Mariano Puerta     |
| 13                  | 13             | R.2                 | Fernando González  |

- Rafael Nadal est remplacé par Mariano Puerta dès son premier match.
- Andre Agassi est remplacé par Fernando González après son premier match.

La différence de classement Race et ATP de Mariano Puerta est due aux points qu'il a remportés l'année précédente en novembre et décembre 2004 et pas encore décomptés car postérieurs au Masters (8 novembre 2005) dans 3 tournois Challenger, victoires à Santa Cruz de la Sierra (15 novembre 2004), Guadalajara (6 décembre 2004) et une finale à Bogota (22 novembre 2004).

### Phase de groupes

#### Groupe rouge
- Résultats

| Joueur 1         | Joueur 2         | Score          |
| Roger Federer    | David Nalbandian | 6-3, 2-6, 6-4  |
| Ivan Ljubičić    | Guillermo Coria  | 6-2, 6-3       |
| Roger Federer    | Ivan Ljubičić    | 6-3, 2-6, 7-64 |
| David Nalbandian | Guillermo Coria  | 7-5, 6-4       |
| Roger Federer    | Guillermo Coria  | 6-0, 1-6, 6-2  |
| David Nalbandian | Ivan Ljubičić    | 6-2, 6-2       |

- Classement

| #  | Rang | Joueur           | Matchs G - P | Sets G - P |
| -- | ---- | ---------------- | ------------ | ---------- |
| 1. | 1    | Roger Federer    | 3 - 0        | 6 - 3      |
| 2. | 7    | David Nalbandian | 2 - 1        | 5 - 2      |
| 3. | 5    | Ivan Ljubičić    | 1 - 2        | 3 - 4      |
| 4. | 3    | Guillermo Coria  | 0 - 3        | 1 - 6      |

#### Groupe or
- Résultats

| Joueur 1          | Joueur 2          | Score         |
| Gastón Gaudio     | Mariano Puerta    | 6-3, 7-5      |
| Nikolay Davydenko | Andre Agassi      | 6-4, 6-2      |
| Nikolay Davydenko | Gastón Gaudio     | 6-3, 6-4      |
| Fernando González | Mariano Puerta    | 6-3, 4-6, 6-0 |
| Gastón Gaudio     | Fernando González | 1-6, 7-5, 7-5 |
| Nikolay Davydenko | Mariano Puerta    | 6-3, 6-2      |

- Classement

| #  | Rang | Joueur                 | Matchs G - P | Sets G - P |
| -- | ---- | ---------------------- | ------------ | ---------- |
| 1. | 4    | Nikolay Davydenko      | 3 - 0        | 6 - 0      |
| 2. | 6    | Gastón Gaudio          | 2 - 1        | 4 - 3      |
| 3. | R    | Fernando González      | 1 - 1        | 3 - 3      |
| 4. | 8    | Mariano Puerta         | 0 - 3        | 1 - 6      |
| 5. | 2    | Andre Agassi (Forfait) | 0 - 1        | 0 - 2      |

### Phase finale
|  |                   |            |                  |            |               |     |   |        |        |        |        |        |        |        |
|  | 1/2 finale        | 1/2 finale | 1/2 finale       | 1/2 finale | 1/2 finale    |     |   | Finale | Finale | Finale | Finale | Finale | Finale | Finale |
|  |                   |            |                  |            |               |     |   |        |        |        |        |        |        |        |
|  |                   |            |                  |            |               |     |   |        |        |        |        |        |        |        |
|  | Roger Federer     | (1)        | 6                | 6          |               |     |   |        |        |        |        |        |        |        |
|  | Roger Federer     | (1)        | 6                | 6          |               |     |   |        |        |        |        |        |        |        |
|  | Gastón Gaudio     | (7)        | 0                | 0          |               |     |   |        |        |        |        |        |        |        |
|  | Gastón Gaudio     | (7)        | 0                | 0          | Roger Federer | (1) | 7 | 7      | 2      | 1      | 63     |        |        |        |
|  |                   |            |                  |            |               | (1) | 7 | 7      | 2      | 1      | 63     |        |        |        |
|  |                   |            | David Nalbandian | (8)        | 64            | 611 | 6 | 6      | 7      |        |        |        |        |        |
|  | Nikolay Davydenko | (5)        | David Nalbandian | (8)        | 64            | 611 | 6 | 6      | 7      | 0      | 5      |        |        |        |
|  | Nikolay Davydenko | (5)        |                  |            |               |     |   |        |        | 0      | 5      |        |        |        |
|  | David Nalbandian  | (8)        | 6                | 7          |               |     |   |        |        |        |        |        |        |        |
|  | David Nalbandian  | (8)        | 6                | 7          |               |     |   |        |        |        |        |        |        |        |

## Double

### Participants
| No | Équipe                         | Résultat (V, D)           |
| -- | ------------------------------ | ------------------------- |
| 1  | Bob Bryan Mike Bryan           | Demi-finale (2V, 2D)      |
| 2  | Jonas Björkman Max Mirnyi      | Phase de groupes (0V, 3D) |
| 3  | Wayne Black Kevin Ullyett      | Demi-finale (3V, 1D)      |
| 4  | Mark Knowles Daniel Nestor     | Phase de groupes (0V, 3D) |
| 5  | Leander Paes Nenad Zimonjić    | Finale (3V, 2D)           |
| 6  | Michaël Llodra Fabrice Santoro | Victoire (4V, 1D)         |
| 7  | Wayne Arthurs Paul Hanley      | Phase de groupes (2V, 1D) |
| 8  | Stephen Huss Wesley Moodie     | Phase de groupes (1V, 2D) |

### Phase de groupes

#### Groupe rouge
| Rang |                             | Paes Zimonjić   | Arthurs Hanley  | Knowles Nestor | Matchs G - P | Sets G - P |
| 1    | Bob Bryan Mike Bryan        | 7-5, 65-7, 7-67 | 5-7, 7-63, 64-7 | 6-4, 6-4       | 2-1          | 5-3        |
| 2    | Leander Paes Nenad Zimonjić |                 | 7-63, 7-66      | 7-5, 5-7, 6-3  | 2-1          | 5-3        |
| 3    | Wayne Arthurs Paul Hanley   |                 |                 | 6-3, 6-4       | 2-1          | 4-3        |
| 4    | Mark Knowles Daniel Nestor  |                 |                 |                | 0-3          | 1-6        |

#### Groupe or
| Rang |                                | Llodra Santoro | Huss Moodie    | Björkman Mirnyi | Matchs G - P | Sets G - P |
| 1    | Wayne Black Kevin Ullyett      | 3-6, 6-3, 6-4  | 3-6, 7-61, 6-2 | 7-5, 4-6, 6-4   | 3-0          | 6-3        |
| 2    | Michaël Llodra Fabrice Santoro |                | 6-4, 4-1 ab.   | 7-63, 6-4       | 2-1          | 5-2        |
| 3    | Stephen Huss Wesley Moodie     |                |                | 6-2 6-4         | 1-2          | 3-4        |
| 4    | Jonas Björkman Max Mirnyi      |                |                |                 | 0-3          | 1-6        |

### Phase finale
|  |                                |            |                             |            |                                |     |    |        |        |        |        |        |
|  | 1/2 finale                     | 1/2 finale | 1/2 finale                  | 1/2 finale | 1/2 finale                     |     |    | Finale | Finale | Finale | Finale | Finale |
|  |                                |            |                             |            |                                |     |    |        |        |        |        |        |
|  |                                |            |                             |            |                                |     |    |        |        |        |        |        |
|  | Bob Bryan Mike Bryan           | (1)        | 3                           | 67         |                                |     |    |        |        |        |        |        |
|  | Bob Bryan Mike Bryan           | (1)        | 3                           | 67         |                                |     |    |        |        |        |        |        |
|  | Michaël Llodra Fabrice Santoro | (6)        | 6                           | 7          |                                |     |    |        |        |        |        |        |
|  | Michaël Llodra Fabrice Santoro | (6)        | 6                           | 7          | Michaël Llodra Fabrice Santoro | (6) | 6  | 6      | 7      |        |        |        |
|  |                                |            |                             |            |                                | (6) | 6  | 6      | 7      |        |        |        |
|  |                                |            | Leander Paes Nenad Zimonjić | (5)        | 7                              | 3   | 64 |        |        |        |        |        |
|  | Wayne Black Kevin Ullyett      | (3)        | Leander Paes Nenad Zimonjić | (5)        | 7                              | 3   | 64 | 3      | 4      |        |        |        |
|  | Wayne Black Kevin Ullyett      | (3)        |                             |            |                                |     |    | 3      | 4      |        |        |        |
|  | Leander Paes Nenad Zimonjić    | (5)        | 6                           | 6          |                                |     |    |        |        |        |        |        |
|  | Leander Paes Nenad Zimonjić    | (5)        | 6                           | 6          |                                |     |    |        |        |        |        |        |